# İsmail Şerbetçigil
İsmail Şerbetçigil (* 1940) ist ein ehemaliger türkischer Fußballspieler.

## Karriere
Şerbetçigil begann seine Karriere in der Saison 1964/65 bei Galatasaray Istanbul. Sein einziges Ligaspiel für die Gelb-Roten war am 20. September 1964 gegen Adana Demirspor.
Im Sommer 1965 wechselte Şerbetçigil zu Şekerspor. Şerbetçigil stieg mit Şekerspor in der Saison 1965/66 in die 2. Liga ab. In der Folgesaison gelang der Wiederaufstieg. Der Abwehrspieler spielte bis zum Ende der Saison 1968/69 für Şekerspor.